# Freiwillige Helfer der Volkspolizei

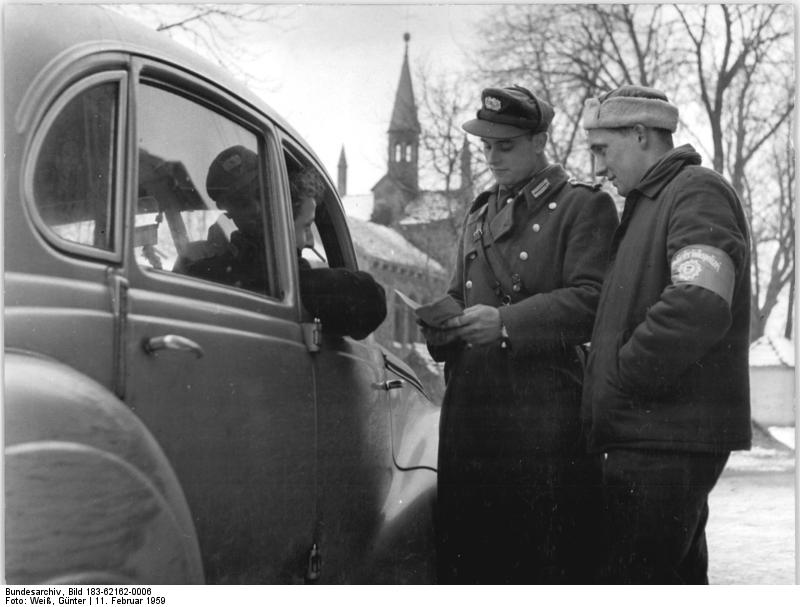
Controllo di un veicolo da parte di un poliziotto della Volkspolizei affiancato da un volontario.

Il corpo dei Freiwilliger Helfer der Volkspolizei (FH) è stato un organo volontario della Volkspolizei attivo tra il 1952 e il 1990 nella Repubblica Democratica Tedesca. Gli aiutanti venivano distinti dalla sola fascia rossa sulla parte superiore del braccio sinistro.
I FH furono impiegati per la sicurezza interna e del traffico, il controllo della vita pubblica e nelle zone di confine. Tuttavia, le priorità cambiavano in base alle politiche e alle richieste dello stato, dei Länder e dei distretti. I volontari lavoravano esclusivamente sotto la guida personale di un poliziotto e la loro area di competenza riguardava il rilevamento di crimini e di violazioni dei diritti legali, con le loro cause e condizioni favorevoli, i cui procedimenti giudiziari erano assicurati principalmente dalla Volkspolizei.

## Storia

### Fondazione

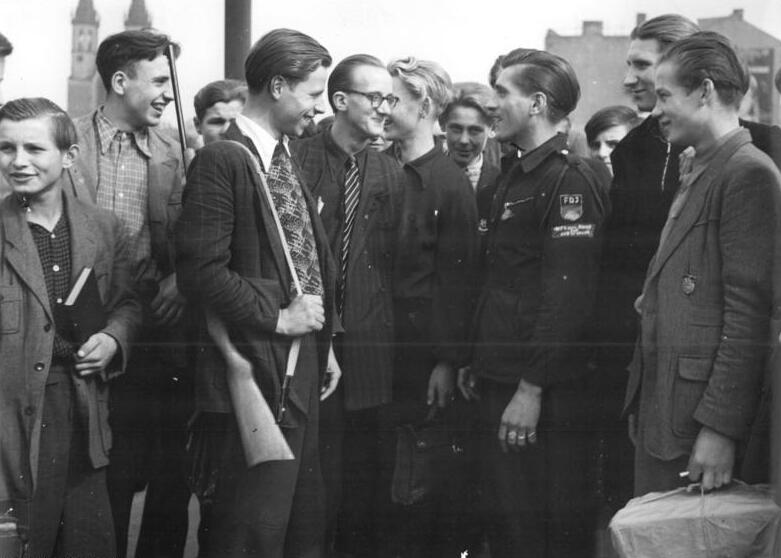
I primi volontari per la Volkspolizei nonché membri della Libera Gioventù Tedesca nel cosiddetto "servizio onorario per la Germania", 15 settembre 1952.

Un precursore del corpo dei FH fu lo Ehrendienst in der Deutschen Volkspolizei ("Servizio onorario della polizia popolare tedesca"), creato nel 1952 per i membri della Libera Gioventù Tedesca. Nell'ottobre del 1952 furono introdotti gli Abschnittsbevollmächtigten (ABV).
Nel settembre dello stesso anno, un'ordinanza del Consiglio dei Ministri istituì il corpo dei volontari della Volkspolizei e ne delineò il contesto giuridico.
Inizialmente, il regolamento conteneva poche informazioni concrete riguardo alla struttura, alla vigilanza e ai compiti, promuovendo uno sviluppo irregolare. L'ordinanza del settembre 1952 fu comunque una reazione alla nascita di brigate volontarie già nell'estate di quell'anno, in particolare nell'ex land della Turingia. Il regolamento venne ampliato e corretto solo con le normative successive.

### Istituzione e consolidamento
Grazie a quel decreto istitutivo, i FH acquisirono il loro status legale e allo stesso tempo i loro poteri garantiti dalla legge. Con l'ordine 152 del capo della Kasernierte Volkspolizei emanato il 10 dicembre 1952, venne determinata la struttura e l'organizzazione delle ABV, divenendo il collegamento tra la VP e i FH. Nel corso del tempo, il sistema degli ABV venne perfezionato e consolidato. Sia le ABV che i FH furono impiegate nella prevenzione del crimine, dei pericoli e dei disturbi.
Nelle VEB più grandi nacquero anche i Freiwilligen Helfer des Betriebsschutzes (A) ("Volontari per la protezione degli impianti"). Alla fine del 1952, la Volkspolizei decise di ampliare e consolidare gli ABV completando la loro istituzione del 1952.
Il 16 marzo 1964 fu emessa una seconda ordinanza che chiariva le attività, i poteri e i requisiti di ammissione dei volontari. Tuttavia, il nuovo regolamento non riguardava solo i volontari della VP, ma anche quelli delle truppe di frontiera della Nationale Volksarmee.
Il 1 agosto 1965 fu emanata una direttiva del Ministro degli Interni e del Capo della VP sul lavoro dei FH.
Il 1 aprile 1982, con effetto dal 1 maggio 1982, il Consiglio dei ministri della RDT emanò il terzo e ultimo decreto, in cui i volontari della VP e delle truppe di frontiera ricevettero trattamenti diversi. Mentre i volontari delle truppe di frontiera furono regolati in base alla "Legge sul confine di stato della Repubblica Democratica Tedesca" (Gesetz über die Staatsgrenze der Deutschen Demokratischen Republik), anch'essa entrata in vigore dal 1 maggio 1982, l'"Ordinanza sull'aiuto volontario della polizia popolare tedesca" (Verordnung über die freiwilligen Helfer der Deutschen Volkspolizei) stabilì un elenco di autorizzazioni nonché le condizioni per la nomina. Con la nuova legislazione, i volontari della VP erano coloro che, con la loro disponibilità e partecipazione attiva nel garantire l'ordine pubblico e la sicurezza, contribuivano a garantire la "protezione affidabile del potere dei lavoratori e dei contadini". Per definizione, si trattava di cittadini volontari della RDT che sostenevano la VP e svolgevano i compiti attribuiti dal decreto. La loro attività era vista come una forma di "partecipazione attiva e consapevole dei cittadini all'esercizio dei loro diritti e doveri fondamentali nella protezione della società socialista della RDT".

### Ruolo nella sicurezza dello stato
I FH non vennero creati soltanto con lo scopo di incrementare la sicurezza in generale o durante eventi importanti nonché quello di favorire l'osservanza delle leggi da parte dei cittadini. Fin dall'inizio si trattò anche di uno spionaggio discreto e l'attività di alcuni volontari entrò spesso in conflitto con la loro reale missione.
Grazie al loro aiuto, la Stasi poté estendere la propria rete di sorveglianza ai FH in modo tale da proteggere e rintracciare determinati soggetti in maniera mirata, e soprattutto tra i propri ranghi.
Durante i moti operai del 1953, il lavoro dei volontari della VP fu limitato ad un'attività puramente informativa. Con l'inizio del crollo del sistema statale della RDT, i compiti iniziali dei volontari furono sempre più ridotti, divenendo simili a quelli dei Kampfgruppen der Arbeiterklasse.

### Tempo di rotazione e risoluzione

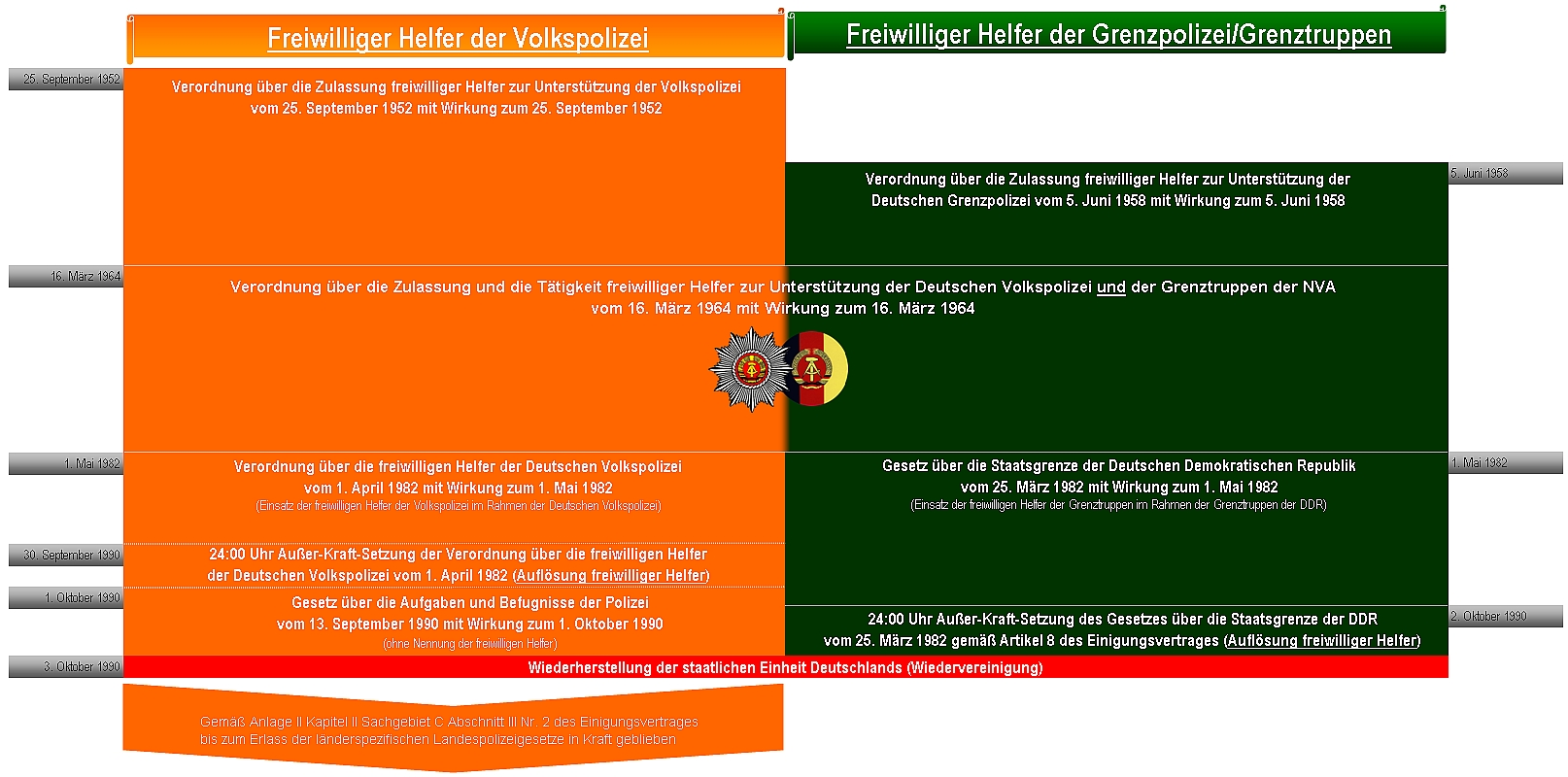
Base giuridica dei volontari della polizia popolare o delle truppe di frontiera fino al loro scioglimento.

Durante la Die Wende, la maggior parte delle misure preventive del regime iniziarono a non essere più prese sul serio dai cittadini, e le leve venivano boicottate o semplicemente ignorate. Nella zona del distretto di Dresda, i volontari della Volkspolizei erano praticamente inesistenti alla fine di dicembre 1989, poiché le aziende non avevano più alcun incentivo per esentare i membri dal loro lavoro. Il sistema del plenipotenziario degli ABV crollò completamente gino a circa la metà del 1990, quando il corpo dei FH cessò di esistere. Lo scioglimento di entrambi i gruppi di volontari, sia della Volkspolizei che delle Grenztruppen, avvenne quasi parallelo ma in maniera diversa: il 13 settembre 1990, il Consiglio dei ministri della RDT emise la "Legge sui compiti e i poteri della polizia" (Gesetz über die Aufgaben und Befugnisse der Polizei), entrata in vigore dal 1 ottobre 1990, sulla base del trattato per la riunificazione (Einigungsvertrag) firmato il 31 agosto 1990. La legge era una soluzione provvisoria e doveva essere valida fino all'entrata in vigore delle rispettive leggi di polizia della Germania Ovest. Con l'entrata in vigore avvenuta il 1 ottobre 1990, la precedente "Ordinanza sull'aiuto volontario della polizia popolare tedesca" del 1 aprile 1982 non divenne più valida e il corpo dei FH fu quindi sciolto.

### Eventi
- 25 settembre 1952: viene emanato il decreto del Consiglio dei Ministri della Repubblica Democratica Tedesca sulla formazione di gruppi di volontari a sostegno della Volkspolizei. I primi volontari provengono dalla classe lavoratrice e dovrebbero sostenere il lavoro della polizia popolare
- 10 dicembre 1952: per ordine del capo della Volkspolizei Karl Marron, viene avviato il sistema degli Abschnittsbevollmächtigten
- 17 gennaio 1954: il Comitato centrale del Partito Socialista Unificato di Germania proclama nuove risoluzioni sulla trasformazione radicale socialista dell'agricoltura. Di conseguenza, gli ABV e i volontari nelle comunità rurali della RDT vengono impiegati sempre di più
- Dicembre 1955: viene indetta la prima conferenza della sede principale degli ABV, dove viene proposta la generalizzazione dell'esperienza acquisita con i volontari, in particolare attraverso una migliore formazione
- 13 agosto 1961: i FH della Volkspolizei e della polizia di frontiera vengono coinvolti nella chiusura di strade e ferrovie in vista della costruzione del Muro di Berlino
- 24 maggio 1962: viene emanato un decreto del Consiglio di Stato della Repubblica Democratica Tedesca sull'amministrazione della giustizia, con un cambiamento dei compiti dei volontari
- Settembre 1967: il ministro dell'interno Friedrich Dickel elogia pubblicamente gli sforzi di oltre 100 000 volontari attivi a Berlino Est. Allo stesso tempo, vengono proposte nuove iniziative per i "collettivi di supporto avanzati" (Fortgeschrittenen Helferkollektiven)
- 17 febbraio 1969: il Consiglio dei ministri della RDT decide di aumentare ulteriormente la sicurezza stradale e le relative responsabilità dei FH[8]
- Ottobre 1969: centinaia di volontari sono schierati a Berlino Est per il 20º anniversario della RDT
- 29 giugno 1970: viene organizzato un evento cerimoniale al Friedrichstadt-Palast, a seguito del quale il Consiglio dei ministri della RDT e il Comitato centrale del SED rendono omaggio ai meriti della Volkspolizei e dei suoi assistenti volontari[9]
- 25 luglio 1970: in occasione dell'anniversario della VP, la leadership del SED proclama i bilanci dei successi ottenuti dai volontari[10]
- 17 dicembre 1971: con la nuova regolamentazione del traffico di transito, si verifica un massiccio potenziamento dei volontari (assieme alla VP) sulle tratte stradali[11]
- 15 giugno 1972: il Ministro della difesa nazionale della RDT emette l'ordine sull'ordine nelle aree di confine e nelle acque territoriali della Repubblica democratica tedesca (ordine di frontiera)[12]
- 25 settembre 1972: in occasione del 20º anniversario, i "meritevoli gruppi di volontari" vengono premiati dal Ministro degli interni Friedrich Dickel[13]
- 28 luglio - 5 agosto 1973: si svolge a Berlino Est il X Festival mondiale dei giovani e degli studenti della WFDY, con il coinvolgimento dei FH nell'organizzazione.[14]
- 1 aprile 1982: entra in vigore la nuova ordinanza sui volontari della polizia popolare tedesca
- 13 settembre 1990: viene promulgata la legge sui doveri e poteri della polizia con effetto a partire dal 1 ottobre 1990, senza menzionare i volontari
- 30 settembre 1990: il corpo dei volontari della VP viene sciolto ufficialmente

## Organizzazione e struttura
La classificazione e l'organizzazione furono fatte in base al contesto e alle condizioni locali. Tuttavia, erano parte integrante dell'organizzazione della Volkspolizei. In particolare nella sezione degli ABV, dove hanno svolto un ruolo importante nel "garantire la sicurezza e l'ordine" del paese. Con l'aiuto di volontari, la VP è stata in grado di compensare le proprie carenze di personale.
I campi di attività differivano come segue:
- Freiwillige Helfer
  - della Schutzpolizei
    - Polizeirevier
    - Abschnittsbevollmächtigte (ABV) della Schutzpolizei
    - Betriebsschutzes

  - della Verkehrspolizei
  - della Kriminalpolizei
  - della Transportpolizei o della Bahnpolizei
  - della Wasserschutzpolizei
  - per la difesa delle dighe (Deichverteidigung)
  - della Grenzpolizei (1958–1964, con leggi specifiche)
  - delle Grenztruppen (dal 1964 fino alla separazione definitiva nel 1982 - basata su aspetti legali comuni)

I FH per la difesa delle dighe, utilizzati principalmente nell'area costiera del Mar Baltico o di Oderbruch nel Brandeburgo, avevano il compito di affiancare le pattuglie specializzate o i vigili del fuoco nei loro controlli sullo stato di dighe, argini e dune.
I membri della polizia dei trasporti (Transportpolizei, Trapo), a cui apparteneva la polizia ferroviaria, indossavano delle uniformi blu scuro. Tra loro vi era anche un ABV con un distintivo blu a forma di scudo sulla manica. Anche nella Deutsche Reichsbahn vi erano membri di riserva o di supporto ausiliario, tra cui i FH. Poiché i loro compiti in senso lato erano identici a quelli dei volontari della VP, i FH assistevano la Trapo e venivano distinti da una fascia rossa.
| Possibili strutture di comando di aiutanti volontari in azione | Possibili strutture di comando di aiutanti volontari in azione | Possibili strutture di comando di aiutanti volontari in azione | Possibili strutture di comando di aiutanti volontari in azione |
| -------------------------------------------------------------- | -------------------------------------------------------------- | -------------------------------------------------------------- | -------------------------------------------------------------- |
|                                                                |                                                                |                                                                |                                                                |
| FH della VP con l'ABV                                          | FH della VP in base all'uso della polizia popolare             | Struttura di comando dei FH della Trapo con l'ABV              | Struttura interna dei FH della VP                              |

La struttura organizzativa del corpo dei FH era molto semplice. A capo di un gruppo di volontari c'era in genere un ABV che, a differenza dei suoi sottoposti, era un ufficiale della Volkspolizei e di conseguenza era autorizzato a indossare un'uniforme. Ogni ABV aveva un certo numero di volontari che potevano spostarsi da una regione all'altra o anche da una sezione all'altra. Ad esempio, più aiutanti sono stati impiegati sia nei complessi residenziali formati da Plattenbau nelle grandi città sia nelle piccole comunità.
La struttura degli FH della Volkspolizei era molto simile a quella presente nella NVA, quindi in un rapporto di 1:3:27. Per ogni plotone vi erano tre leader, mentre nove volontari formavano un gruppo. Tuttavia, questa allocazione interna poteva essere soddisfatta solo a livello teorico, poiché nella realtà era soggetto a continue variazioni. All'ABV e ai volontari era assegnato il compito di pattuglia nei luoghi indicati e la maggior parte degli incidenti veniva segnalata dagli FH alla stazione di polizia locale tramite l'ABV, che riferiva la segnalazione alla Volkspolizei. Tuttavia, l'ABV non era sempre il "superiore" in senso stretto, specialmente quando i volontari erano impiegati dalla VP come scorta o personale ausiliario. Pertanto, un membro della VP poteva impartire istruzioni a un volontario senza informare l'ABV responsabile. Naturalmente, il volontario aveva anche il dovere di informare la questura più vicina della polizia popolare nel caso degli incidenti, indipendentemente dalla subordinazione. La situazione era diversa quando i volontari erano in azione assieme all'ABV, come nelle attività di ricerca o nel controllo generale del traffico. In questo caso, il superiore era sempre il capo locale della Volkspolizei.

## Uso speciale presso la Kriminalpolizei

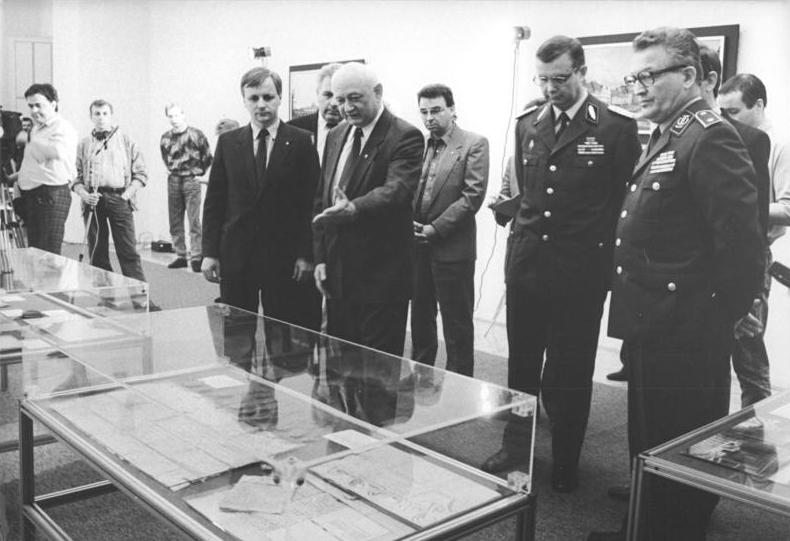
Dieter Winderlich, viceministro degli affari interni della RDT, mentre esamina i documenti storico-culturali nello Staatsarchiv Potsdam assicurati dalla Kripo.

Il servizio di volontari presso la VP nel dipartimento per le indagini criminali (Kriminalpolizei) era una materia classificata del Ministero dell'Interno. La loro azione era coperta quindi dal grado di riservatezza Vertrauliche Dienstsache. Il 21 luglio 1986, fu adottato un regolamento contenente l'assegnazione dei compiti dei volontari e la loro attività lavorativa, in particolare nel caso delle ricerche. Secondo il rapporto, i FH della VP erano anche autorizzati ad aiutare la polizia criminale e a prevenire nonché combattere i crimini di competenza della Kriminalpolizei. Per la necessaria formazione e qualificazione politica e professionale, nonché per l'effettiva collaborazione dei volontari con la Kripo, era responsabile il capo della polizia criminale o il suo vice. Erano inoltre responsabili della spartizione individuale degli ordini, del monitoraggio dei risultati e della conservazione della prova del lavoro di tali attività e dell'istruzione annuale. I poliziotti del crimine responsabili dell'assegnazione dei FH davano ordini e istruzioni ai volontari, quantificano i risultati del lavoro e ne realizzavano un rapporto annuale. È interessante notare che questa mediazione contrattuale era espressamente solo "verbale". Tra i compiti specifici dei volontari della Kripo vi erano:
- Prevenzione, accertamento e indagine di reati e altri crimini in aziende, cooperative, abitazioni, ecc.
  - Partecipazione all'individuazione e all'indagine di reati, in particolare l'identificazione e la trasmissione di indizi su eventuali sospetti
  - Determinazione degli autori del crimine
  - Implementazione indipendente delle prime misure nei luoghi interessati come pronto soccorso, raccolta di testimonianze e informazioni
  - Fornire istruzioni e suggerimenti ai direttori d'azienda consigli di amministrazione di cooperative e altri leader per quanto riguarda la prevenzione delle cause e delle condizioni favorevoli alla criminalità
- Attuazione delle misure di controllo statale in base al paragrafo 48 dello Strafgesetzbuch (Codice penale) della RDT[18]
  - Controllo del rispetto di determinati divieti come condizioni quali il divieto di residenza e di accesso in zone sensibili
  - Applicazione di misure educative per il reinserimento
  - Accertamento dei fatti sul comportamento dei recidivi mediante monitoraggio
  - Partecipazione a ricerche residenziali della Volkspolizei per persone in libertà vigilata
  - Segnalazione di "elementi antisociali" che non svolgono un lavoro regolare e rappresentano minacce criminali[19]
- Organizzazione ed esecuzione del lavoro di ricerca[20]
  - Assistenza nella diffusione di volantini, copie e altri materiali a favore delle indagini o delle ricerche
  - Attività di ricerca indipendente a lungo termine nel contesto dell'attività professionale dei FH
  - Revisione delle informazioni pertinenti e quelle fornite dalla popolazione riguardanti soggetti ricercati e il loro seguito
  - Controllo e monitoraggio di luoghi rilevanti ai fini della Volkspolizei (appartamenti, ristoranti, ecc.)
  - Ricerca di beni artistici e culturali rubati nei mercati delle pulci, fiere e luoghi simili.

In questi casi, i volontari selezionati operavano in modo indipendente o in collaborazione con i membri della Volkspolizei. La selezione era di solito basata sulla loro attività professionale e/o sociale e sul loro tempo libero, che serviva allo scopo dell'indagine e quindi permetteva loro di partecipare attivamente alla prevenzione e alla lotta della criminalità.

## Membri

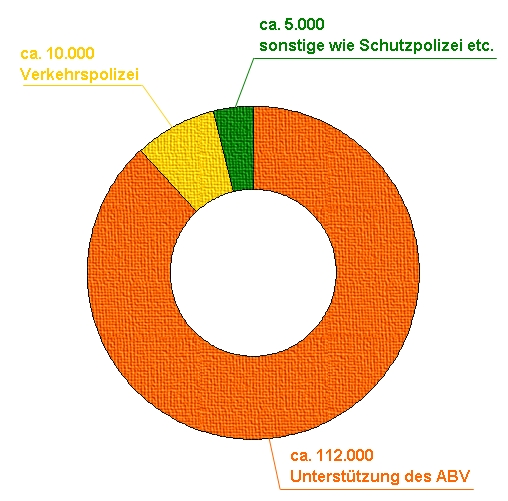
Schema dei volontari della VP, 25 Settembre 1972.

Non è possibile stilare un elenco esatto di volontari basato sulle loro aree di applicazione. Alcune fonti stimano un totale di 177 500 volontari, attivi sin dall'inizio e fino alla dissoluzione del corpo, di cui circa 2 500 erano nelle truppe di frontiera. Altre fonti citano 4000 volontari. Tuttavia, i 177 500 volontari citati in precedenza sono in relazione all'anno 1988, anche se il Ministero degli Interni ne contava 177 000 nello stesso anno. Durante un'intervista dell'aprile 1987, Helmut Ferner, capo del dipartimento della Schutzpolizei, confermò il numero fornito dal Ministero.
Il primo censimento dei volontari della VP risale al 1959, quando il Ministero degli Interni della RDT nominò circa 10 000 FH. Al 20º anniversario della fondazione dei FH della VP, il 25 settembre 1972, la polizia popolare aveva a disposizione circa 127 000 volontari, di cui circa l'88% era a supporto dell'ABV e più del 7% era sotto la responsabilità della polizia stradale. Circa 67 000 volontari erano dotati di poteri speciali. Analizzando queste cifre, si può dedurre che il numero annuale di volontari è rimasto costante a circa 170 000 e 175 000 membri per la Polizia Popolare, ad eccezione di quello dei primi anni settanta. Già nel 1968, 1,9 milioni di cittadini della RDT lavoravano in varie commissioni di ordine e sicurezza. Ciò non riguardava solo gli aiutanti della Volkspolizei e delle truppe di frontiera, ma anche un ampio numero di volontari nei vigili del fuoco, la protezione operativa e nell'organizzazione degli aiutanti per la difesa antiaerea (Organisation freiwilliger Luftschutzhelfer).

## Diritti e doveri dei volontari della Volkspolizei
Tutti i volontari svolgevano i loro compiti sotto la guida della polizia popolare tedesca nell'ambito dei poteri loro assegnati. Di norma, tuttavia, potevano agire in modo indipendente o in collaborazione con i membri della VP, ad esempio durante il controllo del traffico o le ricerche. Per il resto, dovevano mantenere il segreto assoluto su tutte le comunicazioni e i fatti resi noti alle persone non autorizzate nel servizio. I poteri conferiti in merito ai poteri delegati sono diversi da quelli "speciali", che potevano essere conferiti soltanto da un capo dell'ufficio distrettuale della VP. I volontari avevano i seguenti diritti e doveri:
| Diritti e doveri generali | Diritti e doveri speciali |
| --- | --- |
| - Ricevere avvisi e comunicazioni da parte dei cittadini e inoltrarli alla Volkspolizei - In caso di incidente, pericolo, disturbo o gravi rischi per l'incolumità delle persone o di una proprietà, chiedere ad altri cittadini di fornire assistenza e avviare le prime misure di emergenza per ripristinare e mantenere l'ordine e la sicurezza pubblici - Contrastare le infrazioni, in particolare le contravvenzioni - Educare i cittadini sulla buona e la cattiva condotta - Identificare i cittadini quando richiesto dalle autorità - Persone che non sono state in grado di identificarsi con carta d'identità o documenti simili a fini di identificazione al successivo servizio di polizia popolare o consegnati a un vicepresidente o se l'azione è risultata necessaria per chiarire eventuali fatti di fondo riguardanti l'ordine pubblico o la sicurezza - Prendere temporaneamente la custodia di una proprietà se il suo uso mette in pericolo o non permette di garantire l'ordine pubblico e la sicurezza - Sostenere lo scambio di dati personali, se questi hanno corroborato in modo credibile un reclamo di diritto civile contro un altro cittadino, - Arresto provvisorio di persone sospette | - Controllare gli Hausbuch (lett. "libretti della casa") - Svolgere consultazioni per l'ABV - Eseguire la sorveglianza del traffico e gli ordini di traffico temporanei e, a tal fine, impartire istruzioni e ispezionare le patenti di guida, esaminare le prove del pagamento dell'imposta o responsabilità sui veicoli a motore o certificati di competenza - Registrare gli incidenti stradali - Controllare il traffico e la sicurezza operativa dei veicoli a motore e, se necessario, richiedere la correzione di eventuali difetti (notifica dei difetti) - Ispezionare persone e cose durante le operazioni di ricerca e assumere il trasferimento o la consegna di persone e cose - Partecipare e annullare la registrazione sulla base delle normative vigenti (dal 1982) - Verificare i permessi di soggiorno nelle aree di ordine speciale e controllare le persone dotate di essi (dal 1982) - Sostenere esami teorici e pratici di base e finali per ottenere la licenza di guida (dal 1982) - Verificare le capacità di guida di un conducente o operatore di un'imbarcazione, controllare la sicurezza del traffico e operativa di veicoli e imbarcazioni (dal 1982) - Ispezione dei conducenti e dei loro veicoli sulla base di un'autorizzazione al trasporto di passeggeri - Accompagnare il trasporto pesante o di grandi carichi - Esecuzione degli obblighi di immatricolazione del proprietario di un veicolo e iscrizione nel documento di immatricolazione del veicolo e nel certificato di immatricolazione |

Inoltre, altri poteri potevano essere conferiti dal Ministero degli Interni e dal capo della Volkspolizei che, a seconda della natura e della gravità della situazione, potevano andare ben oltre le facoltà di un normale poliziotto.

## Abusi di potere e punizione
Come nella Volkspolizei, vi erano dei FH dall'apparente competenza e sicurezza di sé che avevano un "senso del dovere" esagerato e agivano in settori a loro non autorizzati. Tuttavia, mentre un poliziotto era soggetto al sistema disciplinare della VP, i reati commessi dai volontari non potevano essere perseguiti e puniti allo stesso modo: in caso di reati o di abusi di potere, un FH poteva essere espulso dal gruppo durante un procedimento penale o, a seconda della gravità dell'atto, o limitato nelle sue funzioni.

## Catalogo delle misure operative
Il FH della Volkspolizei doveva rispettare delle limitazioni legali nell'esercizio delle sue funzioni e tutte le misure adottate dovevano essere attuate solo se necessarie per evitare il pericolo o eliminare eventuali disturbi a favore del ripristino dell'ordine pubblico e della sicurezza. Esisteva quindi un catalogo delle misure operative (Operativer Maßnahmenkatalog) per i volontari della polizia popolare nel quale vi erano scritte le norme di comportamento e le procedure da seguire in caso di un evento in corso o appena avvenuto. L'opuscolo blu (Blaue Merkbüchlein) poteva essere facilmente riposto nella tasca e il FH non poteva infrangere o superare i limiti prescritti dal libretto. L'ampio catalogo riportava 89 situazioni, disposte in ordine alfabetico secondo delle parole chiave, e i vari punti venivano integrati con una descrizione delle misure più importanti. Da notare che il volontario della VP non era autorizzato a ricevere o accettare ordini dei cittadini ma doveva riferire immediatamente all'ABV di competenza o al dipartimento della VP più vicino.

### Molestie e insulti
Nella Germania Est, le molestie corrispondevano ad un qualsiasi comportamento negativo delle persone contro gli altri sotto forma di bullismo, violenza fisica e verbale e simili. Gli insulti, d'altra parte, rappresentavano un grave disprezzo per la dignità personale attraverso insulti infami, aggressioni e atti immorali. In entrambi i casi, il volontario doveva sottolineare che l'insulto o le molestie dovevano essere evitati. Su richiesta della parte lesa, i dati personali venivano quindi scambiati con il volontario che, successivamente, doveva incaricare le parti di fare appello alla Commissione Arbitrale e dei Conflitti in caso di controversia nel primo grado di processo civile nella RDT. Tuttavia, se il volontario stesso era stata vittima di molestie o insulti nel corso del suo intervento, la persona responsabile dell'offesa veniva registrata e segnalata alla Volkspolizei.

### Operazioni di ricerca
Nelle missioni di ricerca, agli aiutanti veniva assegnato un importante compito d'indagine: i volontari erano inviati in zone specifiche per intensificare la sorveglianza e il controllo in luoghi fortemente frequentati come stazioni ferroviarie, aeroporti o incroci stradali, dove ispezionavano le persone secondo una procedura emessa dalla VP. Se il volontario giungeva alla conclusione che l'individuo doveva essere sottoposto ad un'indagine più attenta, lo affidava a un membro della VP o poteva condurlo al dipartimento di polizia più vicino. Nelle indagini che riguardavano crimini come il furto di veicoli, il volontario seguiva lo stesso schema.

### Controllo dei libretti della casa

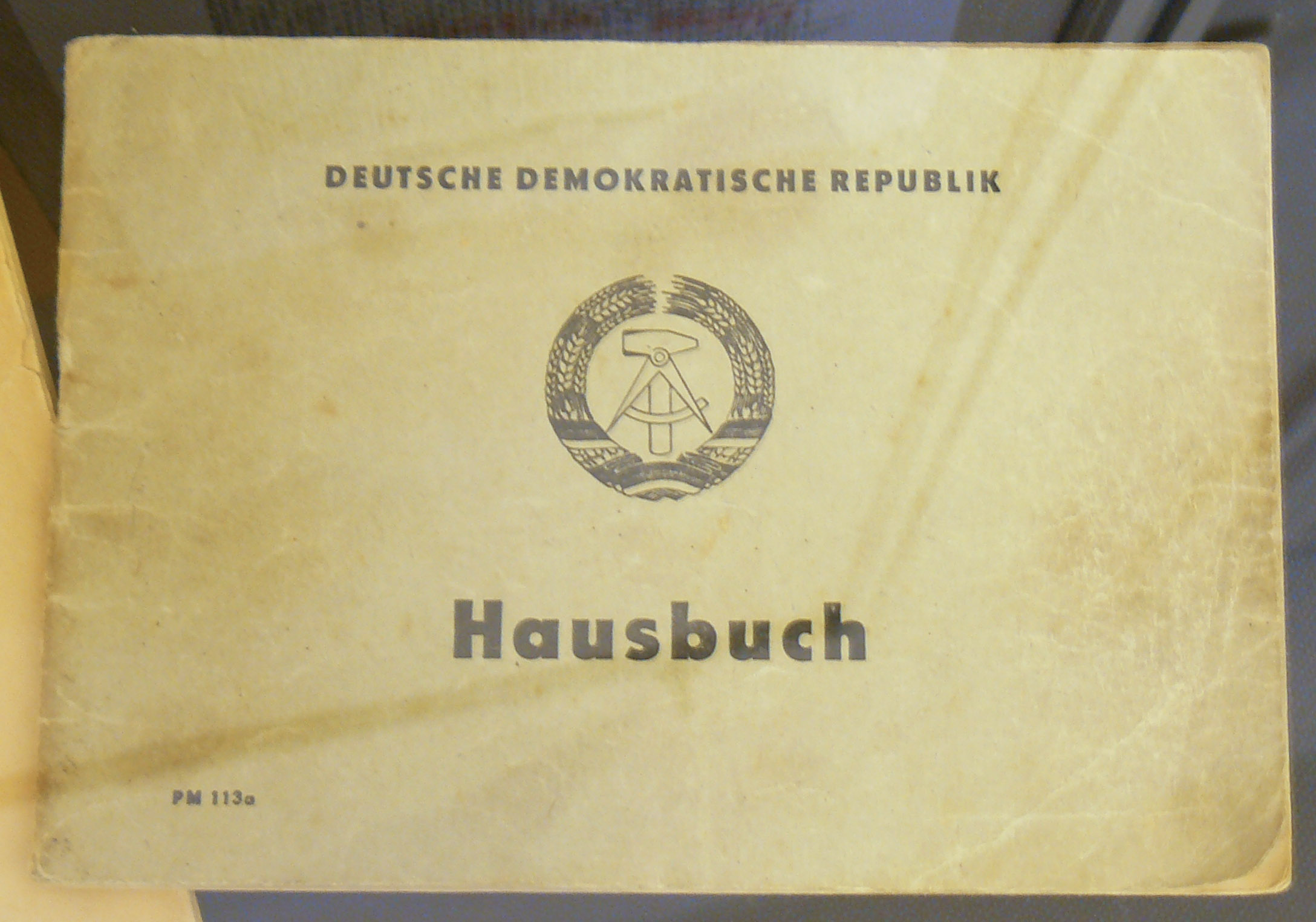
Un libretto della casa della RDT.

Il controllo dei libretti della casa, o Hausbuch, era inizialmente sotto la responsabilità del "rappresentante dei libretti della casa" (Hausbuchbeauftragten) nelle abitazioni in affitto. Il suo compito era quello di consegnare il libretto in qualsiasi momento su richiesta all'ABV o al volontario della VP (solo a quelli con poteri estesi speciali) per l'ispezione e il controllo. Se un'ispezione del libro della casa era richiesta per motivi urgenti o come parte dell'indagine di routine, il FH della Volkspolizei doveva verificare nell'Hausbuch se tutti gli inquilini della casa erano stati debitamente registrati e quali unità abitative erano l'abitazione principale o adiacente di un cittadino indagato. Inoltre, la determinazione delle persone presenti in una casa era della massima importanza, poiché in una possibile visita di famiglia di tre giorni, la casa era contrassegnate nel libretto con la nota Besuchsweiser Aufenthalt ("Residenza del visitatore"). I dati personali di coloro che venivano dalla Germania Ovest venivano esaminati dall'Hausbuchbeauftragten e annottati sul libretto con la lettera D o BRD. In seguito, il volontario controllava se non erano trascorse più di 24 ore tra il momento dell'ingresso nel territorio e la visita nella casa. L'ingresso doveva essere notificato dalla stazione competente della VP o dall'ABV della sezione nel caso in cui l'Hausbuchbeauftragten dubitasse del visitatore occidentale. Gli altri controlli dell'Hausbuch riguardavano i cambiamenti anagrafici nei matrimoni e l'autenticazione scritta a mano degli inquilini con informazioni precise.

### Repressione dell'agitazione anti-rivoluzionaria e diffamazione dello stato
Nella RDT, veniva considerata come propaganda anti-statale ciò che minacciava o incitava contro lo stato socialista o l'ordine sociale allo scopo di danneggiarlo, il materiale che glorificava il fascismo o il militarismo glorificati, gli slogan o manifesti contro lo stato o che discriminavano i rappresentanti o altri cittadini della RDT o l'attività di organi e strutture statali o sociali.
In caso di propaganda verbale, il volontario doveva identificare l'autore del reato e, in caso di resistenza, consegnarlo immediatamente alla VP, arrestandolo anche provvisoriamente. Tutti i testimoni dovevano essere ascoltati e le loro dichiarazioni accuratamente registrate.
La procedura era diversa nel caso di propaganda scritta e parole diffamatorie (Hetzparolen): i volantini antirivoluzionari lasciati cadere per terra dovevano essere raccolti immediatamente quando venivano trovati, annotando l'ora e il luogo del ritrovamento e comunicandolo immediatamente alla VP. Se un volontario coglieva in flagrante il cittadino responsabile, ne registrava i suoi dati personali, nonché la posizione e l'ora, per poi trasmettere le informazioni all'ABV. Nel caso di graffiti, il sito veniva circondato e lo slogan non poteva essere né modificato né rimosso. In questo caso, il volontario era obbligato, per quanto possibile, a coprire l'Hetzparole con teloni o coperte in modo da nasconderlo quasi del tutto per poi segnalarlo alla Volkspolizei. Dopo i moti operai del 1953 nella Germania Est, tutti gli FH della Volkspolizei furono addestrati per affrontare eventi simili.
Se un volontario veniva insultato o diffamato da un cittadino per il suo lavoro, quest'ultimo poteva essere perseguito e condannato per diffamazione. Il FH poteva agire allo stesso modo nel caso di odio contro lo stato.

### Identificazioni

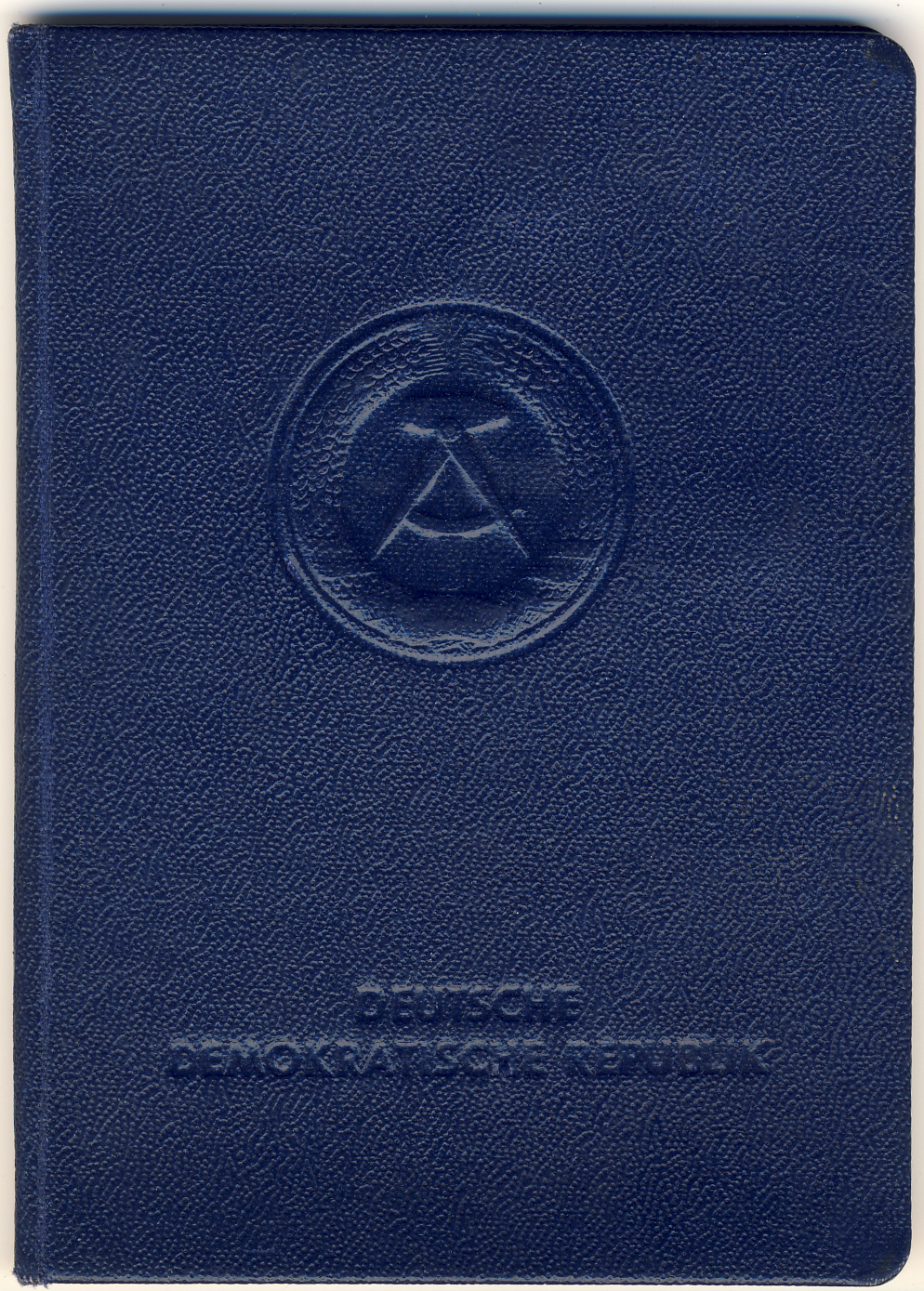
Carta d'identità della RDT.

L'identificazione era uno dei compiti principali dei volontari, in base al quale controllavano la carta d'identità o documenti equivalenti dei cittadini della RDT. Di norma, quelli dei cittadini di Berlino Ovest o della Repubblica Federale non potevano essere controllati dall'FH ma erano di competenza della VP. Il volontario non poteva effettuare controlli in maniera arbitraria ma soltanto su richiesta dei superiori. Il FH era l'intermediario dello scambio di dati personali tra cittadini della RDT nel caso di contestazioni civili, molestie, insulti, trasgressioni, danni fisici e calunnie. I dati venivano poi impiegati dai tribunali civili per valutare i casi. Il rifiuto da parte di un cittadino di mostrare i documenti di solito portava al trasferimento dello stesso alla VP. In caso di carenze o incoerenze, veniva inviata una notifica alla Volkspolizei, che poi procedeva ad ulteriori controlli. Se il cittadino aveva perso la sua carta d'identità riuscendo a convincere il volontario, l'FH lo indirizzava all'ufficio di registrazione della VP o all'ABV.

### Controlli stradali

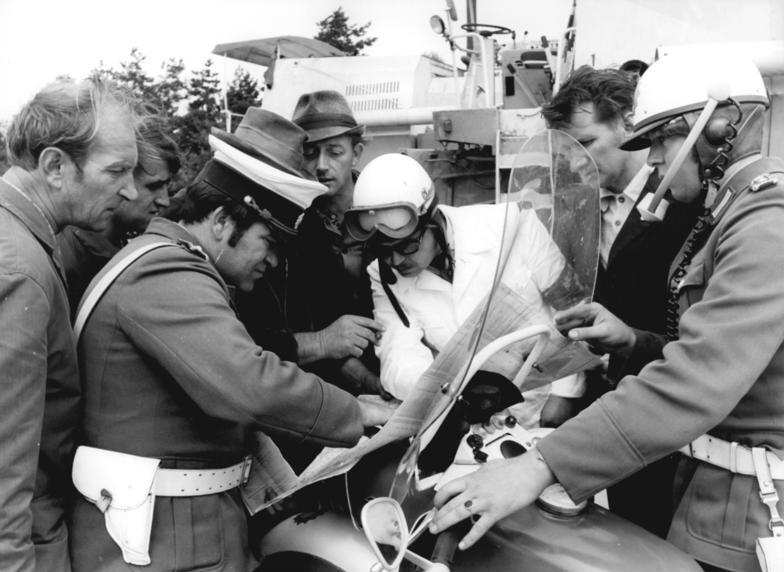
Un volontario (al centro in bianco) in una riunione sulla sicurezza alla Fortschritt.

Nell'ambito della circolazione su strada, i volontari assistevano la polizia stradale nelle sue regolari operazioni, controllavano il traffico in generale, affiancavano la VP nel monitoraggio e procedevano alla registrazione degli incidenti. I FH erano autorizzati anche a fermare i veicoli a motore in casi urgenti che richiedevano un intervento rapido, come gravi violazioni del traffico o gravi guasti tecnici, tramite una segnalazione manuale o di un altro guidatore. Il volontario doveva poi controllare i dati della patente di guida e le carte del veicolo del conducente fermato in caso di reato minore, ma poteva richiedere l'arresto del veicolo se era stato riscontrato un difetto tecnico. Se ciò non poteva essere effettuato sul posto, il volontario scriveva un cosiddetto "rapporto sui difetti", col quale veniva fissato un periodo di tempo per mettersi in regola e dall'altro l'obbligo da parte del cittadino di fare la segnalazione nel dipartimento della Volkspolizei più vicino. Se il volontario notava un guidatore in stato di ebbrezza, aveva il compito di identificarlo, confiscargli temporaneamente i documenti del veicolo e chiamare la Volkspolizei. Se l'aiutante era in possesso di un etilometro, poteva misurare il tasso alcolemico del conducente prima dell'arrivo della VP. Nel caso di un incidente stradale con conseguenze minori, senza lesioni personali e un danno inferiore ai 300 marchi, il volontario richiedeva l'isolamento della scena dell'incidente e i dati personali delle parti coinvolte, informando poi la Volkspolizei. In caso di incidenti gravi con danni e lesioni personali, la procedura era la stessa ma veniva data priorità all'assistenza medica.

### Facoltà di intervento e autodifesa
Se il volontario stesso agiva per autodifesa, veniva inviata una notifica immediata alla VP una volta immobilizzato l'offensore, indicandone l'identità e i fatti. L'aggressore era poi temporaneamente arrestato dal FH e successivamente consegnato alla Volkspolizei. Per inciso, il Volontario non poteva essere perseguito per eccesso di autodifesa (anche in caso di decesso dell'aggressore).

### Danni materiali e furto
Il rapporto sui danni alla proprietà era una delle poche misure operative che il volontario doveva affrontare ogni giorno durante la sua pattuglia, soprattutto nelle grandi città come Berlino, Karl-Marx-Stadt, Lipsia o Dresda. Il danno alla proprietà della RDT includeva non solo un danno intenzionale ai beni materiali dello stato ma anche il danneggiamento degli annunci pubblicati sui manifesti da parte delle autorità statali.Tra i reati, vi erano:
- Danni alle panchine
- Danneggiamento di recinzioni e muri
- Distruzione di aiuole e arbusti pubblici
- Rottura di finestre
- Ribaltamento di contenitori per immondizia e cenere
- Entrare in piantagioni pubbliche[59]

Se il FH era presente durante il crimine, doveva interrompere immediatamente il reato e registrare i dati personali del responsabile. A seconda della gravità del danno, il volontario poteva limitarsi all'ammonimento oppure al trasferimento nella stazione di polizia più vicina. Nel caso di furto, il colpevole veniva direttamente consegnato alla VP e le merci rubate erano messe in sicurezza. Se il volontario era stato solamente informato di un furto, indirizzava la vittima alla stazione della VP più vicina o all'ABV perché non era autorizzato a denunciare. Il volontario era autorizzato però a rintracciare i ladri fuggitivi nel corso del suo servizio.

### Risse o attacchi fisici
Non di rado, il volontario della VP veniva anche chiamato a intervenire in risse e aggressioni inclusi l'assalto, atti violenti contro i cittadini, teppismo, ubriachezza in pubblico e disturbo della convivenza socialista. Come prima misura, il volontario invitava le parti ad astenersi da ulteriori atti di questo tipo e soprattutto garantiva un primo soccorso a eventuali feriti. Se la rissa non poteva essere fermata dall'intervento dell'assistente, quest'ultimo doveva chiamare la Volkspolizei, ma se il FH riusciva a porre fine alla violenza, registrava i dati personali delle parti coinvolte e garantiva il loro trasferimento alla VP. Combattimenti o Gli assalti che coinvolgono lesioni corporali richiedevano un approccio identico.

### Arresto provvisorio e resistenza
L'arresto provvisorio di una persona colta in flagrante o dopo la persecuzione non era soltanto un dovere dei FH ma di tutti i cittadini della RDT. L'arresto provvisorio di un trasgressore (compresa la prevenzione della sua fuga) terminava sempre con la consegna a un agente di polizia o a una persona autorizzata e, nel caso del FH della RDT, alla Volkspolizei. In caso di arresto provvisorio per un sospetto urgente, venivano raccolti i dati personali del cittadino e quest'ultimo veniva consegnato alla VP. In caso di resistenza, il FH intimava nuovamente il sospettato a fermarsi e se insisteva venivano prese le "misure necessarie" previste dalla legge. Per inciso, la resistenza alle misure statali era imputata a chiunque impediva a un membro di un ente statale di far valere la propria autorità.

### Svolgimento di lezioni e accettazione di prove di guida
I volontari con poteri speciali potevano svolgere lezioni di guida per quelle persone che erano state convocate dalla VP "per tutoraggio", a causa della mancanza di conoscenze legali e di una cattiva condotta nel traffico. Allo stesso modo, i FH potevano attestare esami teorici e pratici di base e finali per il rilascio della patente da parte della VP.

### Pattuglie
Per il volontario della VP, vi erano di solito tre tipi di pattuglie: a piedi (spesso con cani), in bicicletta e in motocicletta. Di norma, i volontari venivano informati dall'ABV direttamente sul posto.

### Interventi di primo soccorso
I FH erano spesso i primi a raggiungere la scena dove si era verificato un crimine e, in caso di feriti, garantivano un primo soccorso in attesa dell'arrivo di un'ambulanza. Pertanto, nella società socialista, ma anche nel sistema di polizia odierno, la vita e la salute delle persone sono nate per prime.

## Uniforme
La principale caratteristica dei FH era la fascia rossa, indossata sulla parte superiore del braccio sinistro, con la scritta bianca Freiwillige Helfer e il simbolo della Volkspolizei. La fascia era sia stampata sia ricamata ed è stata soggetta a lievi modifiche nel corso del tempo.
Sebbene i volontari non indossassero esplicitamente alcuna uniforme ufficiale nelle loro missioni, molti FH venivano vestiti con vecchie uniformi private di insegne e decorazioni. Solo l'ABV aveva il diritto di indossare una veste ufficiale, essendo un membro della VP. Di solito, i volontari indossavano una maglietta bianca per i mesi estivi e in caso di pioggia da un impermeabile o da un mantello da pioggia usati dalle scorte della VP. I cappotti invernali e i pullover di lana erano forniti per i mesi più freddi dal dipartimento per l'abbigliamento della VP o erano propri del volontario. In inverno veniva indossato anche il colbacco. Non esisteva un berretto ufficiale, ma solo un cappello bianco o grigio senza emblema o coccarda. Come calzature di solito avevano gli stivali della VP o della NVA. I volontari della polizia dei trasporti, in particolare quelli della Deutsche Reichsbahn, indossavano le loro uniformi regolari assieme alla fascia rossa sul braccio.

## Premi
Nel 1982, i Freiwilligen Helfer della Volkspolizei furono premiati per meriti speciali con decorazioni di stato. Già nel 15º anniversario della VP nel 1967, 195 volontari ricevettero la medaglia per risultati eccezionali nelle forze armate del Ministero degli Interni mentre altri 32 650 volontari ottennero il certificato onorario per il servizio fedele di 5 anni come assistente della Volkspolizei. Il regolamento del 1982 ha distinto due tipi di motivazioni:
- Per l'eccellenza nel garantire l'ordine pubblico e la sicurezza[72]
- Per servizi speciali con decorazioni statali[73]

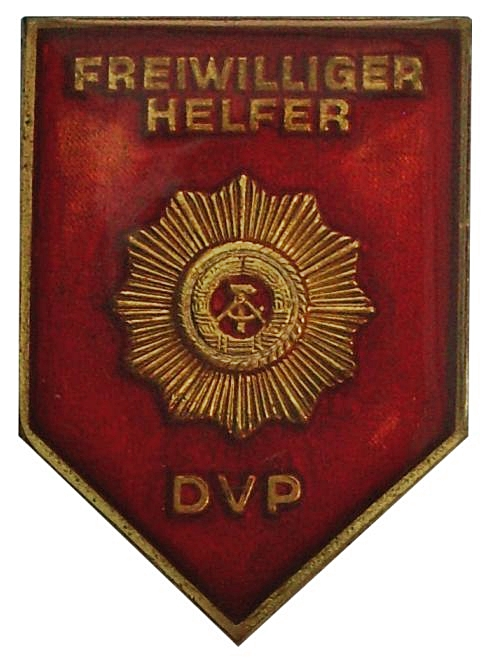
Distintivo per i volontari della DVP.

Per i risultati eccezionali, i volontari della polizia popolare ricevevano un distintivo metallico insieme al certificato corrispondente. La spilla veniva indossata sul bavero e aveva la forma di un rettangolo con fondo appuntito, con al centro lo stemma dorato della VP con l'emblema della Germania Est. Sulla parte superiore era presente la scritta dorata FREIWILLIGER / HELFER mentre in quella inferiore vi era la sigla DVP (Deutsche Volkspolizei). I bordi e le rifiniture erano anch'esse dorate.
Un altro premio importante era la medaglia commemorativa del 1977 per il 25º anniversario del corpo dei volontari (Erinnerungsmedaille 25 Jahre Helfer der Volkspolizei). Fu consegnata a pochi aiutanti selezionai e mostrava sul fronte il volto di un FH in uniforme di fronte a una mietitrebbia con lo skyline di Berlino Est sullo sfondo. Sopra di esso, in rilievo, vi era l'iscrizione 25 Jahre / Helfer der / Volkspolizei mentre sul retro vi era scritto DANK / UND ANERKENNUNG / FÜR DIE TÄTIGKEIT / ALS FREIWILLIGER HELFER / DER VOLKSPOLIZEI (lett. "Ringraziamento e riconoscimento per l'attività da volontario della Polizia popolare").

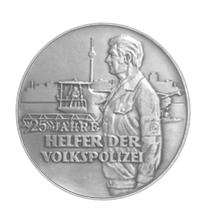
Medaglia per il 25º anniversario dei Freiwilliger Helfer der Volkspolizei.
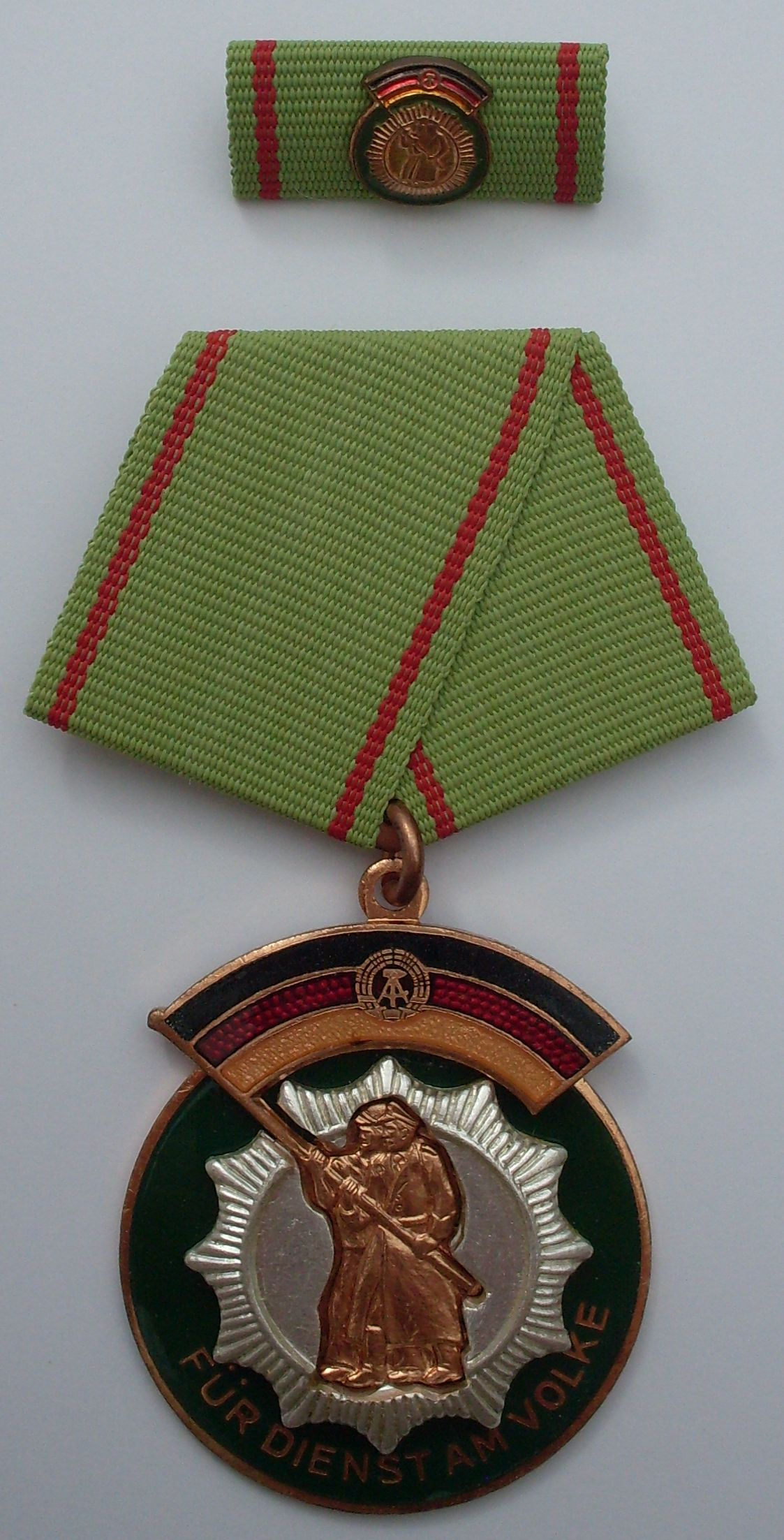
Decorazione della Volkspolizei.
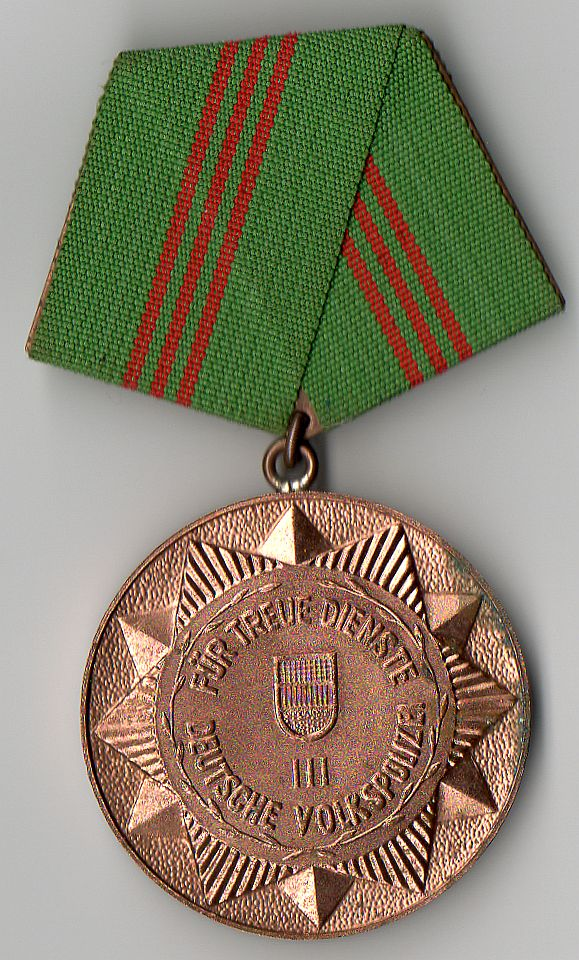
Medaglia per il servizio leale nella Volkspolizei.
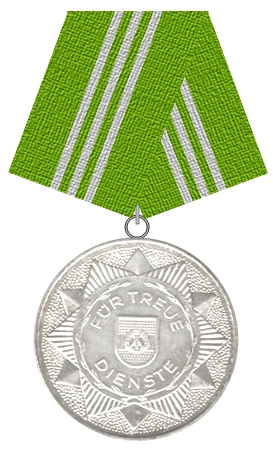
Medaglia per il fedele servizio nelle forze armate del Ministero degli Interni.
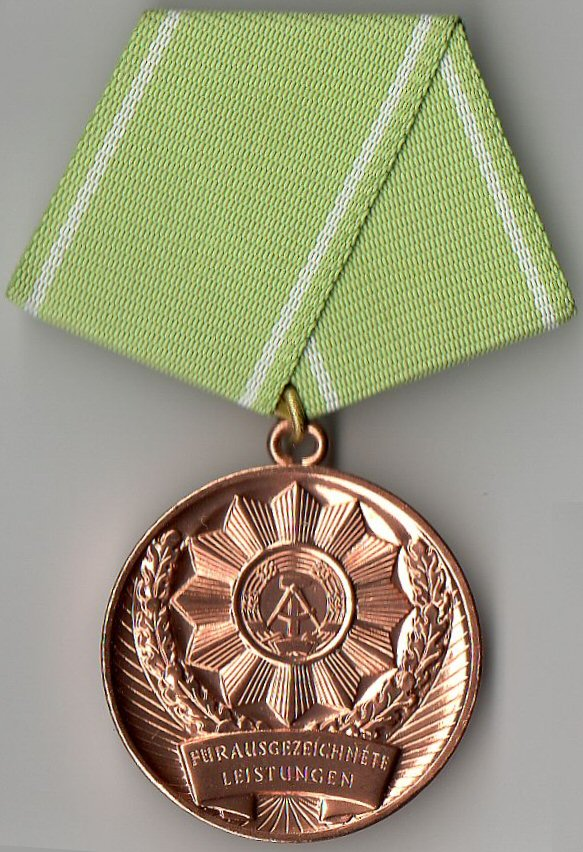
Medaglia per l'eccellenza nelle forze armate del Ministero dell'Interno.

## Motti e canzoni
- Auch unser Platz als VP-Helfer ist ein Kampfplatz für den Frieden! (lett. "Il nostro posto da assistente della VP è anche un campo di battaglia per la pace!") – motto del progetto Helfererkundungen 87 per l'arruolamento di nuovi volontari
- Mein Arbeitsplatz – mein Kampfplatz für den Frieden! (lett. "Il mio posto di lavoro - il mio campo di battaglia per la pace!" )– motto per i lavoratori della RDT e i FH
- Dem Volke gehört unsere Kraft! (lett. "Il potere appartiene al popolo!") – motto per il 20º anniversario della Volkspolizei al quale hanno preso parte numerosi volontari[74]
- Die freiwilligen Helfer der Volkspolizei - una poesia di Hans Krause stampata in un opuscolo informativo del Dipartimento della Shutzpolizei presso il Ministero degli Interni, attualmente conservato nella collezione storico-poliziesca di Dresda

### Leggi
- 1. Durchführungs-Anweisung des Leiters der Hauptabteilung Kriminalpolizei zur Dienstvorschrift Nr. 33/82 des Ministers des Innern und Chefs der Deutschen Volkspolizei vom 21. Juli 1986, in Polizeihistorische Sammlung Polizei Dresden.
- Verordnung zur Zulassung freiwilliger Helfer zur Unterstützung der Volkspolizei vom 25. September 1952, in Geschäftsblatt der DDR, 25 settembre 1952,  p. 967.
- Verordnung über die Zulassung und die Tätigkeit freiwilliger Helfer zur Unterstützung der Deutschen Volkspolizei und der Grenztruppen der Nationalen Volksarmee vom 16. März 1964, in Geschäftsblatt der DDR Teil II, n. 30,  pp. 241-242.
- Verordnung über die freiwilligen Helfer der Deutschen Volkspolizei vom 1. April 1982, in Geschäftsblatt der DDR, 1982,  p. 343.